# 托爾伯頓
托爾博頓（英語：Talbotton）是一個位於美國喬治亞州塔爾博特縣的城市。根據2010年美國人口普查，該地人口為970人，而該地的面積約為8.10平方千米。同時該地也是塔爾博特縣的縣治。

## 地理
托爾博頓的座標為32°40′41″N 84°32′23″W / 32.67806°N 84.53972°W，而該地的平均海拔高度為223米（即732英尺）。